# 白糸村 (静岡県)
白糸村（しらいとむら）は静岡県の東部、富士郡に属していた村である。現在の富士宮市北部、白糸の滝の西側一帯にあたる。

## 地理
- 山：天子山地
- 河川：潤井川、芝川、大倉川

## 歴史
- 1889年（明治22年）4月1日 - 町村制の施行により、内野村、佐折村、原村、半野村、狩宿村［大部分］が合併して発足。
- 1958年（昭和33年）4月1日 - 富士宮市に編入。同日白糸村廃止。

## 交通

### 道路
- 国道139号

## 名所・旧跡・観光スポット・祭事・催事
- 白糸の滝 - 上井出村との境界に所在。